# روبرت بگلریان
روبرت بگلریان (ارمنی: Ռոբերտ Բեգլարյան) (زاده ۱۹ دسامبر ۱۹۶۱)، نماینده دوره هفتم، هشتم، نهم (۲۰۰۴–۲۰۱۶) و  یازدهم (۲۰۲۰–۲۰۲۴) حوزه انتخابیه ارمنی‌های اصفهان و جنوب کشور در مجلس شورای اسلامی بوده است.

## زندگی‌نامه
وی در ۱۹ دسامبر ۱۹۶۱ میلادی (۱۳۴۰ خورشیدی) در تهران به دنیا آمد و تحصیلات ابتدایی و راهنمایی را در تهران گذراند. سپس به دلیل وابستگی‌های خانوادگی و انتقال شغلی پدرش، به همراه خانواده به اصفهان نقل مکان کرد. دوران دبیرستان را در اصفهان سپری کرد و در رشتهٔ ریاضی فیزیک فارغ‌التحصیل شد. بگلریان تحصیلات عالیهٔ خود را از سال ۱۹۸۹ (۱۳۶۸) در دانشگاه اصفهان شروع کرد و دورهٔ کارشناسی را در رشتهٔ اقتصاد نظری با موفقیت به اتمام رسانید. در سال ۱۹۹۳ (۱۳۷۲) در مقطع کارشناسی ارشد رشته علوم اقتصادی همان دانشگاه پذیرفته شد و به ادامهٔ تحصیل پرداخت. بگلریان از سال ۱۹۹۳ (۱۳۷۲) و هم‌زمان با شروع تحصیل در مقطع کارشناسی ارشد در وزارت امور اقتصاد و دارایی استخدام و در ادارهٔ کل استان اصفهان در سمت ممیز مالیاتی مشغول به کار شد. او پس از دو سال کار فعالیتش را در سمت ممیز مالیاتی در ردهٔ کارشناس اقتصادی ادامه داد و در مقام مسئول دفتر تحقیقات مالیاتی ادارهٔ کل به انجام وظیفه پرداخت. در سال ۱۹۹۶ (۱۳۷۵) موفق به اخذ مدرک کارشناسی ارشد شد و تا سال ۲۰۰۰ (۱۳۷۹) در کنار فعالیت در ادارهٔ کل دارایی اصفهان و انجام پژوهش‌های علمی در خارج از سازمان نیز به فعالیت می‌پرداخت. در کنار فعالیت اداری و پژوهشی دو سال نیز با سازمان مدیریت صنعتی (واحد اصفهان) همکاری داشت و در آنجا به تدریس بازاریابی مشغول بود.
بگلریان از ۲۰۰۰ (آبان ۱۳۷۹) به تهران منتقل شد و در معاونت اقتصادی وزارت امور اقتصادی و دارایی خدمت خود را آغاز کرد که تا ورود به مجلس هفتم (۷ خرداد ۱۳۸۳) ادامه داشت. همچنین از سال ۲۰۰۲ (۱۳۸۱) تا ورود به مجلس عضو هیئت تحریریهٔ فصلنامه فرهنگی پیمان بود. روبرت بگلریان پس از انتخاب شدن به نمایندگی مجلس، به علت داشتن تجربه و مهارت در زمینهٔ اقتصاد عضو کمیسیون مشترک بررسی لایحهٔ مبارزه با پول‌شویی شد. او همچنین عضو هیئت رییسهٔ گروه دوستی پارلمانی ایران و ارمنستان است.
تاریخچه انتخاباتی روبرت بیگلریان در ادوار هفتم، هشتم، نهم و یازدهم مجلس شورای اسلامی
| ردیف | دوره   | تعداد آراء | درصد آراء |
| ---- | ------ | ---------- | --------- |
| ۱    | هفتم   |            |           |
| ۲    | هشتم   | ۲٬۵۰۳      | ۹۸٫۵۸     |
| ۳    | نهم    | ۲٬۶۱۲      | ۹۹٫۹۹     |
| ۴    | یازدهم | ۱۱۵۸       |           |

مشاور رئیس کل سازمان امور مالیاتی در امور مجلس
وی از سال ۲۰۱۷ (۱۳۹۶) به عنوان مشاور در امور مجلس، معاون وزیر اقتصاد در سازمان امور مالیاتی مشغول به کار می‌باشد.

## خلاصه متن نطق قبل از دستور، در مجلس شورای اسلامی، ۱۵ تیرماه ۱۳۸۴

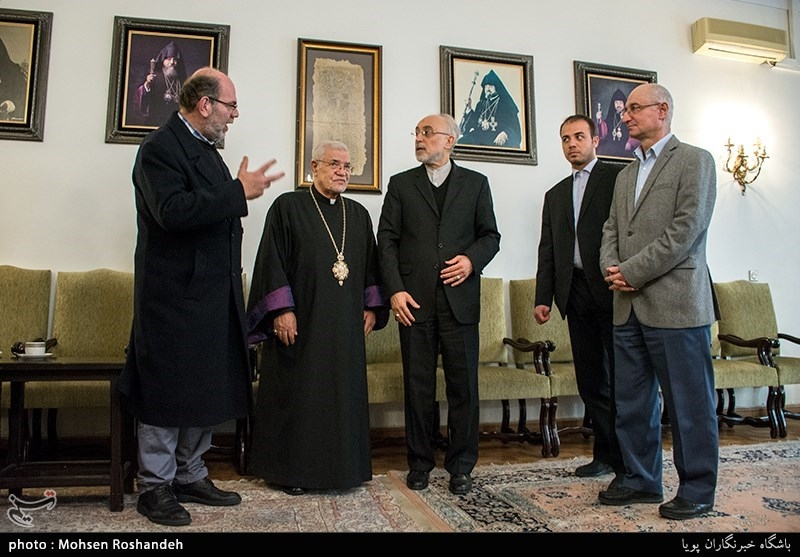
از راست: روبرت بگلریان، ناشناس، علی‌اکبر صالحی، اسقف اعظم سبوه سرکیسیان و کارن خانلری در خلیفه‌گری ارامنه تهران

اقلیت‌های دینی ایران در کنار دیگر اقلیت‌های قومی بخشی از تنوع فرهنگی زیبای کشور را تشکیل داده و در زندگی اجتماعی ایران نقش ویژه خود را حک کرده‌اند. حضور آنها قسمتی از سرمایه فرهنگی ایرانیان و جهانیان محسوب می‌شود. آنان که حضور اقلیت‌ها و اساساً گروه‌های مختلف فرهنگی را همچون حواشی جدای از متن می‌بینند یا اهدافی آنچنانی دنبال می‌کنند یا چشم را از تنوع هستی بشری و خلقت خداوندی پوشانیده‌اند.
دوستان عزیز! تاریخ ایران که مشحون از تعامل فرهنگ‌ها و تحمل پذیری افکار و آرا بوده از دوران مبارزات انقلابی تا پیروزی انقلاب و جنگ تحمیلی و تمامی تحولات بعدی حضور ارمنیان را نیز شاهد بوده است. گواه آن صدها شهید و آزادهٔ جنگ تحمیلی اند. ما در کنار برادران و خواهران مسلمان این مرز و بوم هم طعم پیروزی‌ها و شادکامی‌ها را چشیده و از مواهب آن برخوردار گشته‌ایم و هم تلخ کامی ناملایمات روزگار و دشمنی‌ها را حس کرده‌ایم.
ما ارمنیان که امسال یادبود نودمین سالگرد نسل‌کشی ارامنه را برگزار کرده‌ایم، نسل‌کشی ای که محکومیت آن نمی‌تواند و نباید صرفاً جنبه‌ای سیاسی داشته باشد بلکه جلوه‌ای از عدالت جویی و احترام به حقوق انسانی را بازتاب می‌دهد، به خوبی هم قدر دوستی و الفت و تساهل را درک می‌کنیم و هم رنج و آلم تعصبات کوردلانه و مردم کش را به فرخنای جان احساس کرده‌ایم.
در سنوات اخیر مشارکت بسیاری در امور فرهنگی و آموزشی و حقوقی حل شده‌اند. نابرابری دیه مسلمان و غیر مسلمان به ابتکار مسئولان و تدبیر مقام معظم رهبری حل شده است که بسیار جای تشکر و سپاسگزاری دارد. همچنین گامی نو در جهت استخدام معلمان و دبیران برای مدارس اقلیت‌ها برداشته شده است. در بودجهٔ سال جاری هم برای اولین بار در ردیفی به اقلیت‌های دینی و هزینه‌های رو به افزایش آنان پرداخته شده که شایان قدردانی جدی از دولت و مساعدت مجلس محترم است.

## خدمات و فعالیت‌های او در جامعهٔ ارمنی

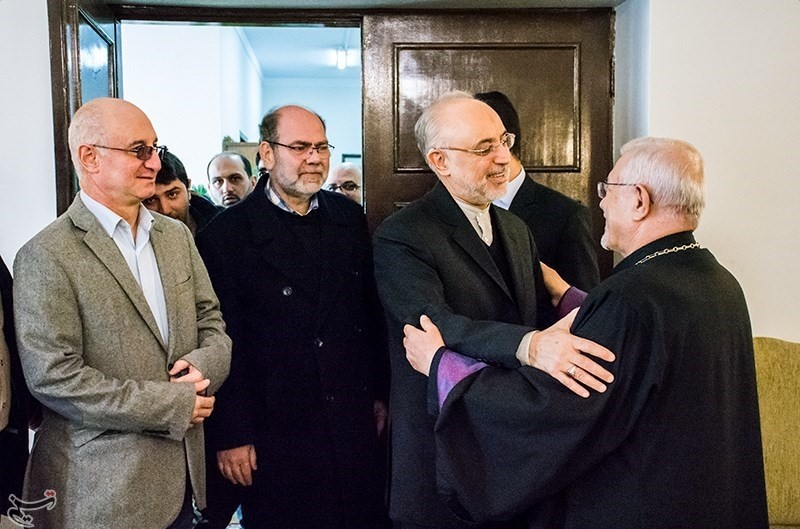
از راست: اسقف اعظم سبوه سرکیسیان، علی‌اکبر صالحی، کارن خانلری و روبرت بگلریان در خلیفه‌گری ارامنه تهران، اول اسفند ماه ۱۳۹۷

- فعالیت گسترده فرهنگی و ادبی در باشگاه فرهنگی - ورزشی آرارات اصفهان
- عضو هیئت مدیرهٔ باشگاه فرهنگی - ورزشی آرارات اصفهان
- عضویت در هیئت‌ها و کمیته‌های اجرایی مراسم و برنامه‌های فرهنگی و سیاسی
- مشاور رئیس کل سازمان امور مالیاتی در امور مجلس